# 1986 en sport automobile
Chronologie du Sport automobile
1985 en sport automobile - 1986 en sport automobile - 1987 en sport automobile

## Les faits marquants de l'année1986enSport automobile
- Alain Prost remporte le Championnat du monde de Formule 1 au volant d'une McLaren-TAG Porsche.

## Par mois

### Avril
- 13 avril (Formule 1) : Grand Prix automobile d'Espagne.
- 27 avril (Formule 1) : Grand Prix automobile de Saint-Marin.

### Mai
- 11 mai (Formule 1) : Grand Prix automobile de Monaco.
- 25 mai (Formule 1) : Grand Prix automobile de Belgique.
- 31 mai : départ de la cinquante-quatrième édition des 24 Heures du Mans.
- 2 mai : Mort du pilote automobile Finlandais Henri Toivonen, en Groupe B.

### Juin
- 15 juin (Formule 1) : Grand Prix automobile du Canada.
- 22 juin (Formule 1) : Grand Prix automobile de Détroit.

### Juillet
- 6 juillet (Formule 1) : victoire du britannique Nigel Mansell sur une Williams-Honda au Grand Prix automobile de France.
- 27 juillet (Formule 1) : Grand Prix automobile d'Allemagne.

### Août
- 10 août (Formule 1) : le Brésilien Nelson Piquet (Williams-Honda) remporte le 1er Grand Prix de Hongrie de Formule 1 en s'imposant, sur le Hungaroring à Budapest, devant son compatriote Ayrton Senna (Lotus-Renault) et le Britannique Nigel Mansell (Williams-Honda).
- 17 août (Formule 1) : Grand Prix automobile d'Autriche.

### Septembre
- 7 septembre (Formule 1) : Grand Prix automobile d'Italie.
- 21 septembre (Formule 1) : Grand Prix automobile du Portugal.

### Octobre
- 3 octobre : le Parlement de Catalogne adopte à l'unanimité une résolution priant instamment le Conseil exécutif de la Généralité de Catalogne (le gouvernement catalan) de coordonner les organismes pertinents, afin d'étudier et assembler les efforts pour créer un nouveau circuit permanent de vitesse à Barcelone.
- 12 octobre (Formule 1) : Grand Prix automobile du Mexique.
- 26 octobre (Formule 1) : Grand Prix automobile d'Australie.

## Naissances
- 2 février : Jon athan Hirschi, pilote automobile suisse
- 19 février : Henri Karjalainen, pilote automobile finlandais.
- 24 mars : 
  - Kohei Hirate, pilote automobile japonais.
  - Christoffer Nygaard, pilote automobile danois.
- 4 avril : Cyndie Allemann, pilote automobile suisse.
- 21 avril : Isabelle Barciulli, copilote italienne.
- 17 mai : Marcello Puglisi, pilote automobile italien.
- 6 juin : Mathias Beche, pilote automobile suisse.
- 7 juillet : Carole Perrin, pilote automobile française.
- 18 juillet : Keith Cronin, pilote de rallye irlandais.
- 26 août : Davide Rigon, pilote automobile italien.
- 13 septembre : Kamui Kobayashi, pilote automobile japonais.

- 26 septembre : Gary Chalandon, pilote automobile français.
- 4 octobre : Germain Bonnefis, pilote de rallye français.
- 20 novembre : Koudai Tsukakoshi, pilote automobile japonais.

## Décès
- 2 mai : Henri Toivonen, pilote automobile (rallye) finlandais.
- 15 mai : Elio De Angelis, pilote automobile italien de Formule 1. (° 26 mars 1958).
- 1er juin : Jo Gartner, pilote automobile autrichien. (° 24 janvier 1954).
- 12 juillet : Diego Nunes, pilote automobile brésilien.
- 13 novembre : Franco Cortese, pilote automobile italien, (° 10 février 1903).